# Vasilij Kljutjevskij
Vasilij Osipovitj Kljutjevskij (ryska: Василий Осипович Ключевский), född 28 januari 1841, död 25 maj 1911, var en rysk historiker som dominerade historieskrivningen i Ryssland i slutet av 1800-talet och början av 1900-talet. Han betraktas fortfarande som en av tre mest ansedda ryska historikerna, vid sidan av Nikolaj Karamzin och Sergej Solovjov.
Kljutjevskij var son till en bypräst och var av mordvinsk etnicitet. Han studerades vid Moskvas universitet för Sergej Solovjov. Hans första viktiga publikationer var en artikel om ekonomisk verksamhet i Solovetskijklostret nära den gamla ryska staden Belozersk (1867) och en avhandling om medeltida rysk hagiografi (1871).
1879 blev han professor i rysk historia i Moskva.
År 1889 valdes Kljutjevskij in i Rysslands Vetenskapsakademi. Hans föreläsningar var mycket populära, och han publicerade flera biografier om framträdande ryska män, däribland Andrej Kurbskij, Afanasij Ordin-Nasjtjokin, Fjodor Rtisjtjev, Vasilij Golitsyn och Nikolaj Novikov.
Kljutjeviskijs viktigaste verk är Bojarskaja duma (1882) och Geschichte Russlands (4 band, 1925-26).

## Eftermäle
Asteroiden 4560 Klyuchevskij är uppkallad efter Vasilij Kljutjevskij.